# 크리스천 네언
크리스천 네언(Kristian Nairn, 영어 발음: /ˈnɛərn/, 1975년 11월 25일 ~ )은 북아일랜드의 배우, 라디오 DJ, 음악가이다.

## 출연 작품

### 텔레비전
- 왕좌의 게임 (2011-14, 2016) - 호도르 역
- 리퍼 스트리트 (2012-13)
- 루키 (2018)
- 우리의 깃발은 곧 죽음 (2022-현재)

### 영화
- 워리어즈 영웅들의 전쟁 (2015) - 발리파르 역
- Mythica: The Godslayer (2016)